# Gobernador de Michoacán
El gobernador del Estado Libre y Soberano de Michoacán de Ocampo es el titular del poder ejecutivo de dicho estado. Es electo mediante el voto directo y universal. Entra en funciones el día 1 de octubre del año de las elecciones y cubre un mandato de seis años. Una vez electo, no es posible reelegirse en ninguna circunstancia, ya sea volver a postularse o asumir como gobernador interino, provisional, substituto o encargado del despacho.
El cargo solo es renunciable por causa grave que debe ser avalada por el Congreso del Estado. Para las faltas temporales del gobernador, el secretario de Gobierno, o en su defecto, el secretario de Finanzas, asumiría como encargado del despacho, pero si se excediera de los treinta días, el congreso nombraría a un gobernador interino. Para las faltas permanentes del gobernador, el congreso nombraría a un gobernador interino o sustituto, según se diera la falta conforme los años transcurridos durante el mandato.
Para el despacho de sus asuntos, el gobernador se auxilia en un grupo de entidades que tienen competencias jurídicas en distintos ámbitos, oficialmente llamado Administración Pública del Estado. Cabe destacar que únicamente es un cuerpo con carteras que auxilia el ejecutivo estatal, mas no es depositario del poder en sí.
El cargo se creó desde la instalación del congreso el 6 de abril de 1824 con el nombre de gobernador del Estado Libre y Soberano de Michoacán. El 30 de octubre de 1836 con la instauración oficial de la República Centralista se pasó a llamar gobernador del Departamento de Michoacán, que finalmente regresó a su forma oficial el 22 de agosto de 1846.
La actual constitución política, publicada en marzo de 1918, explora la figura del gobernador en su Título Tercero, Capítulo III «Del Poder Ejecutivo», que va del artículo 47 al 66, en la que se ahonda a lo largo de tres secciones en su forma de elección, sus facultades y obligaciones y el despacho de sus asuntos.
El actual gobernador es desde el 1 de octubre de 2021, Alfredo Ramírez Bedolla, electo en las elecciones locales de 2021, para cubrir el periodo 2021-2027.

## Requisitos para asumir el cargo
De acuerdo con los artículo 49 y 50 de la Constitución Política para ser gobernador se requiere:
- Ser un ciudadano en el pleno goce de sus derechos políticos;
- Tener cumplidos treinta años el día de la elección;
- Haber nacido en el territorio estatal o, en su defecto, tener residencia efectiva en él (no menor de cinco años);
- No haber sido, inclusive si se renuncia con anterioridad, ministro religioso de cualquier culto;
- No desempeñar ningún puesto en las Fuerzas Armadas, la Guardia Nacional o las policías estatales o municipales, a menos que se separe de este noventa días antes de la elección.
- No desempeñar ningún cargo en el Gobierno Federal o Estatal, a menos que se separe de este noventa días antes de la elección.

## Gabinete de Michoacán
Según el artículo 17 de la Ley Orgánica de la Administración Pública del Estado de Michoacán de Ocampo, la Administración Pública Estatal Centralizada, comúnmente llamado gabinete de Michoacán o gabinete del gobernador, está conformada por las siguientes dependencias:
| Dependencia                                                               | Titular actual                |
| ------------------------------------------------------------------------- | ----------------------------- |
| Secretaría de Gobierno                                                    | Carlos Torres Piña            |
| Secretaría de Finanzas y Administración                                   | Luis Navarro García           |
| Secretaría de Contraloría                                                 | Azucena Marín Correa          |
| Secretaría de Seguridad Pública                                           | Juan Carlos Oseguera Cortés   |
| Secretaría de Desarrollo Económico                                        | Claudio Méndez Fernández      |
| Secretaría de Turismo                                                     | Roberto Monroy García         |
| Secretaría de Agricultura y Desarrollo Rural                              | Cuauhtémoc Ramírez Romero     |
| Secretaría de Comunicaciones y Obras Públicas                             | Rogelio Zarazúa Sánchez       |
| Secretaría del Medio Ambiente                                             | Alejandro Méndez              |
| Secretaría del Desarrollo Urbano y Movilidad                              | Gladys Butanda Macías         |
| Secretaría de Educación                                                   | Gabriela Molina Aguilar       |
| Secretaría de Cultura                                                     | Tamara Sosa Alanís            |
| Secretaría de Salud                                                       | Lázaro Córtes Rangel          |
| Secretaría del Bienestar                                                  | Andrea Janet Serna Hernández  |
| Secretaría del Migrante                                                   | María Teresa Mora Covarrubias |
| Secretaría de Igualdad Sustantiva y Desarrollo de las Mujeres Michoacanas | Carolina Rangel Gracida       |